# ياسر حامد
ياسر حامد (9 ديسمبر 1997 في لايايوا - ) لاعب كرة قدم فلسطيني من مواليد إسبانيا. يلعب كمدافع يمثل المنتخب الفلسطيني.

## مسيرته الكروية

### نادي الزمالك
في 30 يناير 2024، توصل مسئولو نادى الزمالك لإتفاق مع الفلسطينى ياسر حمد، لتدعيم صفوف الفريق الأبيض خلال فترة الإنتقالات الشتوية.

## روابط خارجية
- ياسر حمد على موقع قاعدة بيانات كرة القدم.إي يو (الإنجليزية)
- ياسر حمد على موقع ناشيونال فوتبول تيمز (الإنجليزية)
- ياسر حمد على موقع Soccerway.com (الإنجليزية)